# Peter Rosegger
Peter Rosegger, pseudonimo di Petri Kettenfeier (Alpl, 31 luglio 1843 – Krieglach, 26 giugno 1918), è stato un poeta e scrittore austriaco.
Fu un rappresentante della Heimatliteratur, ovvero della «letteratura della terra natale» che sul finire del XIX secolo contrappose gli antichi valori contadini al materialismo del mondo industriale.
Di umili origini, si dedicò alla letteratura a partire dal 1869, pubblicando una raccolta di poesie in dialetto stiriano. Scrisse romanzi dal realismo vivace e dall'umorismo bonario, sviluppando nelle ultime opere una vena mistica.
Konrad Lorenz ha citato alcuni versi di Rosegger in apertura del libro L'anello di Re Salomone (1949): «Ciò che seminai nell'ira / crebbe in una notte / rigogliosamente / ma la pioggia lo distrusse. // Ciò che seminai con amore / germinò lentamente / maturò tardi / ma in benedetta abbondanza».